# لی هی-دو
 لی هی دو (به کره‌ای:이희도 به انگلیسی:Lee Hee-do) (زاده۱ اکتبر ۱۹۵۵)بازیگر کره جنوبی است. او در مجموعه تلویزیونی جواهری در قصر با بازی در نقش پانسول چویی (برادر بانو چویی) وتاجر پوسان در نقش هور سامبو و ایسان در نقش پارک دال هو ودونگ یی در نقش هوانگ جوشیک و امپراتور دریا در نقش مک بونگ و افسانه اوک نیو در نقش گونگ جه میونگ و پشت برج سفید در نقش یو پیل سانگ شناخته شد

## مجموعه تلویزیونی
- ۱۹۸۵ ارکیده باد (در نقش شاهزاده آنیانگ)
- ۱۹۸۶ دروازه همچون (در نقش شاهزاده گوانگهه)
- ۱۹۸۷ قلعه کوه نامهان (در نقش شاهزاده گوانگه)
- ۱۹۸۸ ملکه اینهیون (در نقش چوی هیو وون)
- ۱۹۸۹ جمهوری دوم (در نقش لی جونگ ته)
- ۱۹۹۱ چشمان بامداد (در نقش او هارا)
- ۱۹۹۵ جانگ نوک سو (در نقش ایم سونگ جه)
- ۱۹۹۵ ساعت شنی (در نقش پارک سانگ بوم)
- ۱۹۹۵ بانو (در نقش دال شیک)
- ۱۹۹۶ پروژه
- ۱۹۹۷ وقتی باهام تماس میگیرد
- ۱۹۹۸ سه نسل کیم (در نقش پارک جونگ ریول)
- ۱۹۹۸ شب‌های روشن ۳٫۹۸ (در نقش کیم قزاق)
- ۱۹۹۹ هور جون (در نقش کو ایل سو)
- ۲۰۰۰ بعضی‌ها داغش را دوست دارن
- ۲۰۰۰ تازه‌کار (در نقش چونگ وا جانگ)
- ۲۰۰۱ مه آبی (در نقش پارک جین سو)
- ۲۰۰۱ تاجر پوسان (در نقش هو سامبو)
- ۲۰۰۲ بازرس پارک مون سو (در نقش جو ایک کیوم)
- ۲۰۰۳ چیزی نزدیک یک درصد (در نقش کیم دونگ سوک)
- ۲۰۰۳ جواهری در قصر (در نقش پان سول چوئی)
- ۲۰۰۴ معلم روستای جزیره (در نقش سرپرست تیم هو تائه)
- ۲۰۰۴ امپراتور دریا (در نقش سرپرست مک بانگ)
- ۲۰۰۵ رویارویی (در نقش پدر اوم جی)
- ۲۰۰۶ آقای خداحافظ (در نقش چوی یونگ کیو)
- ۲۰۰۶ هوانگ جینی (در نقش کیم چام پان)
- ۲۰۰۶ فقط بدو! (در نقش وانگ جونگ مون)
- ۲۰۰۷ پشت برج سفید (در نقش یو پیل سانگ)
- ۲۰۰۷ ایسان (در نقش پارک دال هو)
- ۲۰۰۷ نه پایان دو بیرون (در نقش بیون جانگ وو)
- ۲۰۰۸ یک مامان و سه بابا (در نقش سونگ مونگ سان)
- ۲۰۰۸ خواهر بزرگ (در نقش کیم جو سا)
- ۲۰۰۸ وکلای کره (در نقش وو سوک هو)
- ۲۰۰۹ سرنوشت سازان (در نقش شیم ته وان)
- ۲۰۱۰ خانواده مشهور (‌در نقش کیم جا چون)
- ۲۰۱۰ افسانه دونگ‌یی (در نقش وانگ جو شیک)
- ۲۰۱۱ زنان در خانه ما (در نقش لی یونگ هو)
- ۲۰۱۱ عشق شاهزاده خانم (در نقش هان میونگ هی)
- ۲۰۱۲ تاریخچه یک کارمند (در نقش رئیس کارخانه چونها)
- ۲۰۱۲ دکتر اسب (در نقش چو کی به)
- ۲۰۱۲ جون وو چی (در نقش چوی صنعتگر)
- ۲۰۱۳ فراری از چوسان (در نقش جانگ هونگ دال)
- ۲۰۱۴ مامان (در نقش رئیس جمهور کو)
- ۲۰۱۵ قوی باش، گو هه را (در نقش جانگ وی دونگ)
- ۲۰۱۵ تو کیستی: مدرسه ۲۰۱۵ (در نقش معاون مدیر)
- ۲۰۱۶ افسانه اوک‌نیو (در نقش کنگ جه میونگ)
- ۲۰۱۸ شوهر من اوه جاک دو (در نقش پدر اریک چو)
- ۲۰۱۸ رازها و دروغ ها (در نقش پارک چون سونگ)